# Иван Ђурић
Иван Ђурић (Београд, 30. октобар 1947 — Париз, 23. новембар 1997) био је српски историчар, универзитетски професор и политичар. Кратко време је био политичар и један од кандидата за председника Србије на првим вишестраначким изборима 1990. године.

## Младост и образовање
Иван Ђурић је рођен у Београду 30. октобра 1947. са сестром близнакињом, Душанком Ђурић - Трбојевић - од оца Душана и мајке Иване Нане (р. Богдановић, кћерке  познатог српског књижевног критичара и академика Милана Богдановића и сестре бившег Академика Богдана Богдановића), универзитетских професора. Отац му је био професор интерне медицине и оснивач интерне клинике на Медицинском факултету, родоначелник српске ендокринологије, а мајка професор руске књижевности на Филозофском факултету Београдског универзитета. Ђурић је потомак староседелаца из села Заовине на Тари (Ђурићи, Поповићи). Поникао је у породици униерзитетских професора левичарске оријентације, али се није одрицао традиционалних вредности и сог српског порекла. У Београду је завршио основну школу "Свети Сава", класичну гимназију (данас Осма београдска гимназија), да би потом уписао Филозофски факултет. Дипломирао је на одсеку за историју Филозофског факултета Универзитета у Београду у јануару 1971. године са радом на тему „Византијски чинови у средњовековној Србији“.

## Академска каријера
Након што је завршио студије примљен је за асистента на катедри за историју у јуну 1971, где је шеф катедре био Георгије Острогорски. Магистарски рад, на тему „Породица Фока“ завршио је 1974. Исте године је постао и сарадник Института за Византолошке студије САНУ. Усавршавао се у Центру за Византолошке студије и у Америчкој школи у Атини (1977–1978). У својој тридесет петој години (1982) одбранио је докторску дисертацију „Време Јована  Палеолога“. Доцент на Филозофском факултету Универзитета у Београду постао је 1982. и гостујући професор на Универзитету у Ници (1983) и у Паризу (1986). Ванредни професор Филозофског факултета Универзитета у Београду (1989) и председник Савета Филозофског факултета (1990).
У години када је постао ванредни професор, почео је да уређује часопис Демократија данас. Учествовао је 1980. године у припреми „Оксфордског речника Византије“.
Године 1991. се преселио у Париз, где је предавао византологију на универзитетима Париз VIII и Париз XII те на Институту за европске студије. У Паризу је остао да живи и ради све до своје смрти, 1997. године.

## Одабрана дела
- Ektesis nea—византијски приручник за питакиа о српском патријарху и неким феудалцима крајем XV века, 1974.
- Породица Фока, 1976.
- Ђурић, Иван (1984). Сумрак Византије: Време Јована VIII Палеолога 1392-1448. Београд: Народна књига.[мртва веза]
- Ромејски говор и језик Константина VII Порфирогенита, 1986.
- Историја—прибежиште или путоказ, 1990.
- Власт, опозиција, алтернатива, 2009.